# Armenia na Letnich Igrzyskach Paraolimpijskich 2012
Armenia na Letnich Igrzyskach Paraolimpijskich 2012 w Londynie była reprezentowana przez dwie zawodniczki, które nie zdobyły żadnego medalu. Był to piąty występ tego państwa na letnich igrzyskach paraolimpijskich (po startach w roku 1996, 2000, 2004 i 2008). 

## Wyniki

### Pływanie
| Zawodniczka     | Konkurencja                 | Eliminacje | Eliminacje | Finał | Finał   | Źródło |
| Zawodniczka     | Konkurencja                 | Czas       | Miejsce    | Czas  | Miejsce | Źródło |
| --------------- | --------------------------- | ---------- | ---------- | ----- | ------- | ------ |
| Maga Howakimjan | 100 m stylem klasycznym SB5 | 2:21,88    | 14         | NQ    | NQ      | [ 2 ]  |

### Podnoszenie ciężarów
| Zawodnik        | Kategoria | Wynik | Pozycja | Źródło |
| --------------- | --------- | ----- | ------- | ------ |
| Greta Wardanjan | –48 kg    | 82 kg | 7       | [ 3 ]  |